# Mansión de Zvārtava
La Mansión de Zvārtava (en letón: Zvārtavas muižas pils; en alemán: Adsel-Schwartzhof) es una casa señorial en la parroquia de Gaujiena, municipio de Smiltene en la región histórica de Vidzeme, en el norte de Letonia. Fue construida en 1881 en estilo neogótico Tudor.

## Historia
La finca fue mencionada por primera vez en torno a 1405 bajo el nombre "Adsel-Schwarzhof". Hasta 1781 formaba parte de la finca del castillo de Gaujiena. Los propietarios de la mansión cambiaron varias veces en el siglo XVII. En el siglo XVIII la propiedad perteneció a la familia von Delvig. Entre 1783 y 1825 fue propiedad de la familia de Magnus Johann Scotus (ennoblecido en 1788 en Viena como Scotus von Scott) y su hija Johanna (Jeanette). La mansión fue vendida al Dr. Wilhelm Johann Engelbrecht von Zoeckell y después se convirtió en propiedad de Luise von Zoeckell y su marido, baronet Gottlieb von Fersen. La mansión perteneció a la familia von Fersen hasta la I Guerra Mundial.
En 1922, fue establecida la Casa del Guardia en la mansión. Después de la II Guerra Mundial hubo una escuela (hasta 1969), y la granja colectiva local usó los sótanos del castillo como almacenes. La propiedad pasó a manos del Sindicato de Artistas Letón en 1970. Alberga seminarios y exhibiciones de artistas internacionales. Se ha habilitado una casa de huéspedes.
El complejo tiene un castillo, una casa del jardinero, un granero, un molino de viento, establos con talleres para artistas, y algunas dependencias. La mansión fue construida en 1881 en estilo neogótico. Tiene muros de canto rodado, dos plantas, y tejado a dos aguas. El texto "Hic habitat Felicitas, nihil mali intret" está grabado sobre la piedra umbral del castillo (en latín: "La felicidad vive aquí, nada malo entra").